# Хронологија СФРЈ и СКЈ јануар 1972.
Хронолошки преглед важнијих догађаја везаних за друштвено-политичка дешавања у Социјалистичкој Федеративној Републици Југославији (СФРЈ) и деловање Савез комуниста Југославије (СКЈ), као и општа политичка, друштвена, спортска и културна дешавања која су се догодила у току јануара месеца 1972. године.
| ← децембар '71. | ← децембар '71. | ← децембар '71. | ← децембар '71. | ← децембар '71. | ← децембар '71. | ← децембар '71. | ← децембар '71. | ← децембар '71. | Хронологија СФРЈ и СКЈ током 1972. | Хронологија СФРЈ и СКЈ током 1972. | Хронологија СФРЈ и СКЈ током 1972. | Хронологија СФРЈ и СКЈ током 1972. | Хронологија СФРЈ и СКЈ током 1972. | Хронологија СФРЈ и СКЈ током 1972. | Хронологија СФРЈ и СКЈ током 1972. | Хронологија СФРЈ и СКЈ током 1972. | Хронологија СФРЈ и СКЈ током 1972. | Хронологија СФРЈ и СКЈ током 1972. | Хронологија СФРЈ и СКЈ током 1972. | Хронологија СФРЈ и СКЈ током 1972. | Хронологија СФРЈ и СКЈ током 1972. | Хронологија СФРЈ и СКЈ током 1972. | Хронологија СФРЈ и СКЈ током 1972. | фебруар → | фебруар → | фебруар → | фебруар → | фебруар → | фебруар → | фебруар → |
| С               | Н               | П               | У               | С               | Ч               | П               | С               | Н               | П                                  | У                                  | С                                  | Ч                                  | П                                  | С                                  | Н                                  | П                                  | У                                  | С                                  | Ч                                  | П                                  | С                                  | Н                                  | П                                  | У         | С         | Ч         | П         | С         | Н         | П         |
| 1               | 2               | 3               | 4               | 5               | 6               | 7               | 8               | 9               | 10                                 | 11                                 | 12                                 | 13                                 | 14                                 | 15                                 | 16                                 | 17                                 | 18                                 | 19                                 | 20                                 | 21                                 | 22                                 | 23                                 | 24                                 | 25        | 26        | 27        | 28        | 29        | 30        | 31        |

## Догађаји

### 1. јануар
- Председник Републике Јосип Броз Тито, дочекао је нову 1972. у Љубљани, са радницима „Фабрике декоративних тканина“ (словен. Tovarna dekorativnih tkanin). Дочеку је присуствовала председникова супруга Јованка и његови најближи сарадници, као и највише руководство СР Словеније и СК Словеније.[1]

### 3. јануар
- Отпочео двогодишњи мандат Југославије као несталног члана Савета безбедности Организације уједињених нација. Представник СФРЈ у Савету безбедности био је шеф југословенске мисије при Уједињеним нацијама Лазар Мојсов.[2]
- Члан Извршног бироа Председништва СКЈ Цвијетин Мијатовић, од 3. до 17. јануара боравио у посети Републици Либан, Сиријској Арапској Републици, Републици Кипар и Арапској Републици Египат.[2]

### 5. јануар
- У Загребу, у редакцији листа Борба, органа Социјалистичког савеза радног народа Југославије (ССРНЈ) експолодирао „пакет-бомба“. Бомбу су послали усташки терористи, а од ње је погинуо Иван Глуић, курир у редакцији листа.
- У посети Југославији, од 5. до 7. јануара, боравио Едвард Витлем, председник Лабуристичке партије Аустралије и лидер опозиције. Током посете он се сусрео са Мијалком Тодоровићем, председником Савезне скупштине и са Вељком Милатовићем, председником Савезне конференције Социјалистичког савеза радног народа Југославије.[2]
- У посети Југославији, од 5. до 11. јануара, боравио Орхам Ерлап, генерални секретар Министарства иностраних послова Републике Турске. Током посете он је у Савезном секретеријату за иностране послове водио разговоре о међународним проблемима и билатералним односима између СФРЈ и Турске.

### 8. јануар
- У Илијашу, код Сарајева одржана свечана академија којом је обележена тридесета годишњица Покрајинског саветовања КПЈ за Босну и Херцеговину, које је одржано 7. и 8. јануара 1942. у оближњем селу Иванчићима. Саветовање је било је значајно јер је на њему оцењен дотадашњи развој устанка и дате смернице за даље вођење ослободилачке борбе у Босни и Херцеговини. Поред чланова Покрајинског комитета КПЈ за БиХ и чланова Главног штаба НОП одреда БиХ, саветовању су присуствовали и неки чланови ЦК КПЈ, као и Врховни командант НОПОЈ Јосип Броз Тито. Свечаној академији у Илијашу присуствовало је највише државно и партијско руководство СР Босне и Херцеговине, као и представници ЈНА, СУБНОР и других друштвено-политичких организација.

### 12. јануар
- Одржана 25. седница Председништва Савеза комуниста Југославије (СКЈ) на којој је разматран развој политичког система, спровођење Резолуције Прве конференције СКЈ о аграрној политици и организационе припреме за Другу конференцију СКЈ.

### 13. јануар
- У Загребу умрла Мила Димитријевић (1877—1972), најстарија југословенска глумица која је 65 година играла на сцени Хрватског народног казалишта.[3]

### 14. јануар
- У Загребу одржана заједничка седница свих већа Сабора СР Хрватске на којој се говорило о примени нових уставних промена, о привредној и политичкој ситуацији у федерацији и републици, о конституисању новог Извршног већа Сабора СР Хрватске и избору делегата за Председништво СФРЈ. На седници је за новог делегата у Председништво СФРЈ, уместо дотадашњег Мике Трипала изабран Милан Мишковић, а за потпредседнике Сабора изабрани су Борис Бакрач и Мирко Божић. Истог дана Републичко веће Сабора је на предлог председника Извршног већа Иве Перишина изабрало ново Извршно веће Сабора од 21 члана. Од чланова претходног Извршног већа, нису реизабрани Пашко Периша и Јосип Шантија.[4]

### 15. јануар
- У бродоградилишту „Уљаник“ у Пули, председник Републике Јосип Броз Тито присуствовао поринућу теретног брода „МС Берге Истра“, који је направљен за бродску компанију „Бергесен“ из Норвешке. Брод је био комбиновани (могао је превозити нафту и неки други терет) носивости 227.000 тона и био највећи брод дотад изграђен у Југославији.[а][5]
- У посети Републици Италији, од 17. до 20. јануар, боравио члан Извршног бироа Председништва СКЈ др Владимир Бакарић. Он је током боравка у Италији водио разговоре са више представника Социјалистичке партије Италије, а сусрео се и са генералним секретаром Комунистичке партије Италије Луиђи Лонгом.[2]

### 20. јануар
- У Сарајеву одржана седница Конференције Савеза комуниста Босне и Херцеговине, на којој су за нове чланове Председништва СКЈ из СК БиХ изабрани — Тодо Куртовић, Мунир Месиховић и Нико Михаљевић.
- У Загребу одржана 25. седница Централног комитета Савеза комуниста Хрватске, којом је председавала Милка Планинц, председница ЦК СКХ. На седници је разматран Извештај о спровођењу закључака са 21. седнице Председништва СКЈ и 23. седнице ЦК СКХ, утврђени основни задаци даљег деловања СКХ и предложени нови кандидати за чланове Председништва СКЈ и ЦК СКЈ. На седници су једногласно прихваћене оставке на чланство у ЦК СКХ — Иве Бојанића, др Андрије Дујића, Божидара Новака и Драгутина Харамије.

### 21. јануар
- У Загребу, 21. и 22. јануара, одржана Пета седница Конференције Савеза комуниста Хрватске. На седници је у духу закључака донетих на 21. седници Председништва СКЈ, одржаној 1. и 2. децембра и 23 седници ЦК СКХ, одржаној 13. децембра 1971. и извршена анализа делатности СКХ у борби против националистичких и антисамоуправних стремљена. Конференција је једногласно усвојила Извештај ЦК СКХ о спровођењу закључака 21. седнице Председништва СКЈ и 23. седнице ЦК СКХ. На крају седнице, извршен је избор нових чланова у органе СКЈ и СКХ, на основу предлога донетих на 25. седници ЦК СКХ. За нове чланове Председништва СКЈ изабрани су — Милутин Балтић, Јуре Билић и Јосип Дежелин, а у стални део Конференције СКЈ — Мирјана Почек-Матић. За нове чланове ЦК СКХ изабрани су — Марко Безар, Лука Брочило, Иво Перишин, Ивица Рачан, Петар Флековић и Стипе Шувар, а у Надзорну комисију ЦК СКХ — Дара Јанековић.[6]
- У Београду, у дворани Дома синдиката, од 21. до 28. јануара, одржан  међународни филмски фестивал ФЕСТ, под слоганом „Храбри нови свет“. На фестивалу је приказано 50 филмова, које је видело око 150.000 гледалаца. Фестивал је отворио филм Врт Финци-Контијевих, редитеља Виториа Де Сика. За најбољи филм фестивала проглашен је филм Љубавни гласник, редитеља Џозефа Лознија, а најгледанији је био филм Рајанова кћи, редитеља Дејвида Лина. Као гости фестивала у Београду су боравили — италијанска глумица Моника Вити, италијански редитељи Виторио Де Сика и Бернардо Бертолучи, амерички глумци Кирк Даглас, Питер Јустинов, Роберт де Ниро и Џек Николсон, амерички редитељ Питер Богданович, норвешка глумица Лив Улман, чехословачки глумац и редитељ Милош Форман, совјетски глумац и редитељ Сергеј Бондарчук и др. Приликом пројекције филма Ход по месецу, публику у Дому омладине посетили су астронаути чланови експедиције „Аполо 15“ — Дејвид Скот, Алферд Ворден и Џејмс Ирвин, који су боравили у посети Југославији.[3]

### 24. јануар
- Одржана 26. седница Председништва СКЈ на којој је разматрано питање организације Председништва СКЈ и његових органа и донета одлука о реорганизацији Извршног бироа Председништва СКЈ. Овом одлуком Извршни биро је претворен у тело од 8 чланова, колективно и индивидуално одговорних за свој рад и појединачни задужених за одређене ресоре.[6]

### 25. јануар
- У Београду, од 25. до 27. јануара, одржана Друга конференција Савеза комуниста Југославије, којој је присуствовало 358 делегата изабраних на републичким конгресима и покрајинским конференцијама, као и чланови Председништва СКЈ, Комисије за статутарна питања и Надзорног одбора СКЈ. Конференцију је отворио председник СКЈ Јосип Броз Тито, а поднета су и два реферата — О развоју и актуелним задацима СКЈ, Вељка Влаховића и О друштвено-економској ситуацији и задацима СКЈ, Кире Глигорова. На основу ових реферата и Извештаја о раду између две конференције водила се дискусија у којој су учествовала 92 делегата. На крају Конференције усвојен је Акциони програм у коме су примарни циљеви били борба против национализма и технократске узурпације власти.[7][8][9][6]

### 26. јануар
- Изнад села Српска Камењица, у близини Чешке Камењице (Чехословачка) догодила се авионска незгода у којој је пао авион Даглас ДЦ-9 Југословенског аеротранспорта (ЈАТ). Авион је пао због бомбе, коју су подметнули усташки терористи, а у приликом пада погинуло је 28 лица — 23 путника и 5 чланова посаде. Једина преживела била је стјуардеса Весна Вуловић, која је успела да преживи пад са око 10 километара висине.[2]

### 27. јануар
- Одржана 27. седница Председништва СКЈ на којој је извршен избор нових чланова Извршног бироа Председништва СКЈ — Крста Аврамовић из СК Србије, Јуре Билић из СК Хрватске, Стане Доланц из СК Словеније, Стеван Дороњски из СК Војводине, Фадиљ Хоџа из СК Косова, Киро Глигоров из СК Македоније, Тодо Куртовић из СК БиХ и Будислав Шошкић из СК Црне Горе. За секретара Извршног бироа Председништва СКЈ изабран је Стане Доланц.[6][10]

### 28. јануар
- Богдан Орешчанин постављен за првог ванредног и опуномоћеног амбасадора СФРЈ у Демократској Народној Републици Кореји, чиме су успостављени дипломатски односи између ове две земље.

### у току јануара
- У Београду одржана додела „Нинове награде“ за 1971. годину, а њен добитник је био Милош Црњански за Роман о Лондону.

## Напомена
1. ↑  Овај брод је потонуо 30. децембра 1975. у Тихом океану, у близини острва Минданао, а разлог несреће, у којој се страдало 30 чланова посаде, сматра се експлозија која је узрокована остацима нафте у теретном делу, у коме се налазила железна руда. Сличну судбину доживео је и комбиновани теретни брод „МС Берге Ванга“, изграђен у „Уљанику“ 1974. године.